# Who Killed Marilyn?
Who Killed Marilyn? ist eine französische Kriminalkomödie von Gérald Hustache-Mathieu aus dem Jahr 2011.

## Handlung
David Rousseau, ein bekannter Kriminalautor, landet wegen des Todes seiner Tante in Mouthe, dem kältesten Ort Frankreichs, und das ausgerechnet im Winter. Hier erfährt er, dass er die lange Reise angetreten hat, nur um sich einen ausgestopften Hund seines Onkels als Erbteil abzuholen. Frustriert bezieht er ein Zimmer im Hotel, in dem nicht mal die Heizung funktioniert. Auf dem Weg dorthin hat er vom Auto aus gesehen, wie eine Leiche abtransportiert wurde. Am nächsten Morgen erfährt er aus den Nachrichten, dass es sich bei der Toten um die örtliche Bekanntheit Candice Lecoeur handelte, die durch Werbespots für Käse bekannt wurde und später die örtlichen Wettervorhersagen im Fernsehen präsentiert hat. Da David gerade unter einer Schreibblockade leidet, entschließt er sich spontan dazu, Candice’ Tod in seinem neuen Roman zu verarbeiten, der Niemandsland heißen soll; denn: Candice’ Leiche ist in einem Bereich gefunden worden, der weder eindeutig zu Frankreich noch zur Schweiz gehört.
Bei der ersten Recherche am Fundort der Leiche wird David von dem jungen Polizisten Bruno Leloup angesprochen, der ihn auffordert, seine Nachforschungen einzustellen. David sucht weiter und kann ins Leichenschauhaus vordringen, wo er blaue Flecken sowie Einstichspuren an der Leiche feststellt; er wird erwischt und verhaftet. Vor Brunos Vorgesetztem Colbert äußert er Zweifel daran, dass sich Candice das Leben genommen haben soll. Sie soll eine ganze Packung Tabletten ohne Flüssigkeit eingenommen haben, was bei der Größe der Tabletten unmöglich sei. Colbert jedoch lehnt weitere Ermittlungen ab und legt den Fall zu den Akten.
David bricht in Candice’ Wohnung ein, wo er ihre Tagebücher findet. Alle Bände seit 1990 sind vorhanden, nur der neueste fehlt. Davids nächster Besuch gilt ihrer Psychiaterin Dr. Juliette Geminy, die ihm ein Sitzungsband vorspielt, in dem Candice in Trance ihr früheres Ich als Marilyn Monroe erkannt hat. Erneut bricht David bei Candice ein und nimmt die Tagebücher mit. Er liest sich ein und erfährt, dass Candice von einem Fotografen entdeckt wurde, als sie noch an einer Tankstelle gearbeitet hat. Bilder in Tankwartmontur, die für einen Kalender Verwendung fanden, machten sie bekannt; ein sehr freizügiger Werbespot für eine Käsemarke bescherte ihr lokale Berühmtheit. Der Fotograf gab ihr den Künstlernamen Candice Lecoeur, das Käseunternehmen bestand auf einer Haarblondierung.
Weil heimliche Untersuchungen der Schneespuren am Tatort ergeben haben, dass die Fußabdrücke zu tief sind, als dass sie von einer einzigen Person stammen können, schlägt sich Bruno auf Davids Seite; er will zusammen mit ihm den Fall aufrollen. David erfährt von Candice’ Beziehung zum Biathlon-Meister Gus, der sie geschlagen haben soll, und lernt auf ihrer Beerdigung ihren zweiten Partner, den Redakteur und Literaturkritiker Simon kennen. Von ihm erfährt er, dass Candice ein großer Fan seiner Bücher war und ihm sogar einen Brief schreiben wollte. David lässt seine Agentin nach einem Brief von ihr in der Fanpost suchen. Simon berichtet David auch weitere Einzelheiten aus Candice’ Leben; sie habe unter anderem eine Fehlgeburt erlitten und sich mit Selbstmordgedanken getragen.
Davids Nachforschungen erweisen sich mit der Zeit als gefährlich. Eine mutwillig freigelegte Stromleitung im Bad kostet ihn fast das Leben. Bruno kann unterdessen die Überwachungsbänder eines Nachtclubs organisieren, die zeigen, dass Candice am Abend ihres Todes im Club war und beim Gehen von zwei Männern verfolgt wurde. Auf dem Wochenmarkt sieht David am nächsten Tag zum ersten Mal den Präsidenten der Region, Jean-François Burdeau. Da ihm die Parallelen von Marilyn Monroes und Candice Lecoeurs Leben längst aufgefallen sind, vermutet er, dass Candice eine Beziehung zu Jean-François Burdeau – JFB – hatte. Eine Telefonliste ihrer Anrufe ergibt zwar viele Telefonate mit ihm, doch galt ein sie verstörender Anruf während ihres letzten Friseurbesuchs JFBs Bruder Bernard-Olivier Burdeau, dem örtlichen Präfekten. Ihr letzter Anruf ging an ihre Psychiaterin Juliette, die behauptet, ihn erst am nächsten Morgen abgehört zu haben. David kann während des Telefonanrufs im Hintergrund einen Wagen hören, den Bruno für ihn recherchiert. Als beide später in Davids Auto unterwegs sind, versagen die Bremsen. Beim folgenden Unfall wird Bruno verletzt, er muss im Krankenhaus bleiben. David kehrt noch einmal in Candice’ Wohnung zurück und findet hinter einem Bild das fehlende Tagebuch. In ihm berichtet Candice von ihrer Beziehung zu JFB und einem Auftritt bei der Verleihung des Kartoffelpreises, auf der sie JFB ein Geburtstagsständchen dargebracht hat; dabei ist ihr das aus Kartoffelsäcken zusammengeschneiderte Kleid runtergerutscht. Anschließend habe JFBs Bruder sie zu einem Gespräch gebeten und ihr eröffnet, dass JFB die Liaison als beendet betrachte. Candice, die sich nicht abweisen lassen wollte, drohte mit dem Öffentlichmachen der Affäre.
David überbringt Bruno diese Neuigkeiten. Der hat inzwischen herausgefunden, dass das Auto, das Candice in der Tatnacht gefolgt ist, dem jungen Julien Charlemagne, einem Fan von Candice, gehört. Er hatte ihr in der Disco eine Vergewaltigungsdroge in den Sekt getan und war ihr anschließend bis zu ihrer Wohnung gefolgt. Hier beobachtete er, wie Candice JFBs Bruder und Colbert bei der Suche nach ihrem letzten Tagebuch überrascht. Colbert spritzte ihr ein Beruhigungsmittel in den Hals. Juliette erschien ebenfalls kurz darauf und verabreichte der zuckenden Candice ein weiteres Mittel per Spritze – Candice starb kurz darauf in ihren Armen und Juliette war überzeugt davon, dass sie Candice getötet hat. Es ist dann Colbert, der die Leiche an ihren späteren Fundort bringt. JFB stirbt zwei Wochen nach seiner Wiederwahl zum Präsidenten der Region beim Golfspielen.
David, den die Ereignisse inspiriert haben, beginnt damit, sein neues Buch zu schreiben. Das soll nun nicht mehr Niemandsland, sondern Poupoupidou heißen. Als er aus Mouthe abreist, überreicht ihm die Rezeptionistin seines Hotels einen Brief, der am Morgen angekommen sei. Er enthält den Fanbrief von Candice, in dem sie ihm geschrieben hat, dass sie seine Arbeit bewundere und ihn liebe.

## Produktion

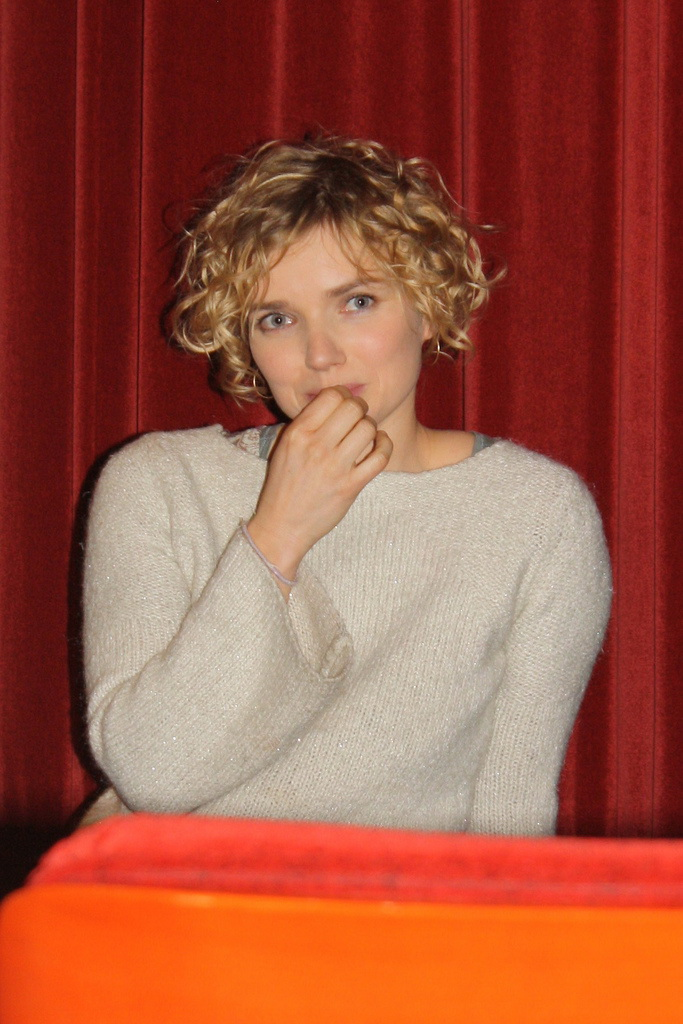
Sophie Quinton im Januar 2011 bei einer Präsentation des Films

Who Killed Marilyn? wurde unter anderem in Mouthe und Paris gedreht. Die Kostüme schuf Pierre Canitrot, die Filmbauten stammen von Marie-Hélène Sulmoni. Es ist der zweite Langfilm von Regisseur Gérald Hustache-Mathieu, wobei er wie in seinem Langfilm-Regiedebüt Avril und den beiden zuvor realisierten Kurz- bzw. Mittellangfilmen Peau de vache und Die andalusische Katze die Hauptrolle erneut mit Sophie Quinton besetzte.
Who Killed Marilyn? lief am 12. Januar 2011 in den französischen Kinos an, wo er von rund 190.000 Besuchern gesehen wurde. Am 15. März 2012 kam der Film in die Schweizer Kinos und am 2. August 2012 – kurz vor Marilyn Monroes 50. Todestag – lief er in den deutschen Kinos an. Im Dezember 2012 wurde Who Killed Marilyn? auf DVD veröffentlicht.
Der Film spielt in zahlreichen Episoden auf das Leben von Marilyn Monroe an und nimmt mit dem Originaltitel Poupoupidou Bezug auf den unter anderem von Monroe interpretierten Titel I Wanna Be Loved by You. Die Kritik nahm die Parallelen Candice–Marilyn gemischt auf. „[D]ie kleine Kriminalkomödie verlegt den großen Star überraschend witzig in die französische Provinz“, schrieb Die Zeit. Eher kritisch reagierte Der Spiegel:

„Die Marilyn-Besessenheit der Candice Lecoeur wird ihr Untergang sein, und sie tut auch dem Film nicht immer gut. Je mehr Monroe-Parallelen aus noch den verstecktesten Ecken hervorgekramt werden, desto mehr nimmt der Film sich selbst und seiner Hauptfigur etwas von dem Mysterium, das beide überhaupt erst so anziehend macht.“

Weitere Einflüsse sah die Kritik in Filmen wie Fargo und Twin Peaks und bezeichnete Who Killed Marilyn? als „filmische Reinkarnation“ des Plans der Twin-Peaks-Macher, einen Film über Marilyn Monroes Tod zu drehen.

## Synchronisation
| Rolle                     | Darsteller         | Synchronsprecher  |
| ------------------------- | ------------------ | ----------------- |
| David Rousseau            | Jean-Paul Rouve    | Florian Halm      |
| Candice Lecoeur           | Sophie Quinton     | Natascha Geisler  |
| Bruno Leloup              | Guillaume Gouix    | Robin Kahnmeyer   |
| Colbert                   | Olivier Rabourdin  | Bodo Wolf         |
| Betty, die Rezeptionistin | Clara Ponsot       | Anne Helm         |
| Dr. Juliette Geminy       | Arsinée Khanjian   | Sabine Falkenberg |
| Simon Denner              | Eric Ruf           | Viktor Neumann    |
| Cathy                     | Joséphine de Meaux | Dorette Hugo      |

## Kritik
Der film-dienst nannte Who Killed Marilyn? eine „reizvolle, eigenwillig-faszinierende Mischung aus subtilem Thriller und humorvoller Gesellschaftsstudie“. Für Die Welt war der Film ein „melancholisch-skurrile[r] Provinzkrimi“ und „eine liebevolle und ungewöhnliche Hommage an den Hollywoodstar“ Marilyn Monroe. Der Film besitze „lakonische[n] Humor und leise… Ironie, wirkt […] aber insgesamt zu unentschlossen“, befand Cinema. Der Regisseur „wusste offensichtlich selbst nicht so genau, wie ernst er seine hanebüchene Geschichte nehmen soll.“

## Auszeichnungen
Auf dem Chicago International Film Festival lief Who Killed Marilyn? im Wettbewerb um den Gold Hugo für den besten internationalen Spielfilm.

## Spin Off
Die Serie Polar Park – Eiskalte Morde ist ein Spin-off desselben Regisseurs aus dem Jahr 2023: Die Geschichten des Films und der Serie sind miteinander verwandt, spielen in derselben Umgebung in Mouthe, sind aber nur lose miteinander verbunden.